# Rjongcshoni vasúti szerencsétlenség

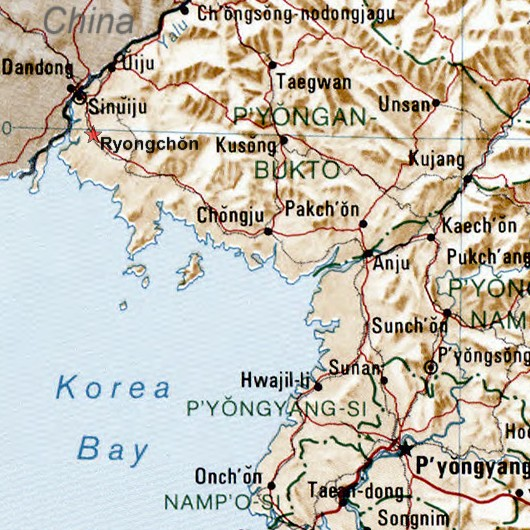
Térképrészlet Rjongcshon környékéről

A rjongcshoni vasúti szerencsétlenség egy rendkívül súlyos, több száz, de akár több ezer halálos áldozattal járó vasúti baleset volt, amely 2004. április 22-én történt az észak-koreai Rjongcshon pályaudvarán, közel a kínai határhoz.

## Előzmények
Rjongcshon megye az egyik legfontosabb vasútvonal, a phjongi vonal mellett fekszik Észak-Koreában, ez a vonal köti össze a fővárost, Phenjant Kínával, így nagy forgalmat bonyolít le. Rjongcshon pályaudvara a határállomás előtti utolsó állomás, így a forgalomra jelentős hatással van határátmenet forgalma. A baleset előtt két olyan esemény is történt, amely nagyban növelte a vasúti rendszer terheltségét - így a kockázatokat is. Az egész ország készült Koreai Néphadsereg megalapításának 72. évfordulójára, amely emeli a vasúti forgalmat az országban (katonák, eszközök mozgatása a katonai parádékra), ahová rendszeresen kirendelik az adott város és környékének lakosságát. Továbbá még jelentősebb hatása lehetett annak, hogy a katasztrófa előtt 9 órával haladt át  Kim Dzsongilnek, a rezsim akkori vezetőjének az elnöki különvonata a pályaudvaron, aki éppen hazafelé tartott kínai útjáról. Az elnöki vonat érkezése órákra megbéníthatta a vonal forgalmát, így a különvonat áthaladását követően a személyzet kapkodva próbálhatta a feltorlódott vonatokat leközlekedtetni.

## A szerencsétlenség
Kim Dzsongil vonatának elhaladása után 9 órával következett be a baleset, helyi idő szerint 13 óra környékén, az észak-koreai hatóságok állítása szerint gondatlanság miatt. Két tehervonat egyidejű mozgatása során elektromos érintkezés szikrázást okozott, amely berobbantotta az egymás mellett éppen elhaladó, mintegy 100 tonna ammónium-nitrát tartalmú műtrágyát szállító tehervonatot, valamint a meghatározhatatlan mennyiségű üzemanyagot szállító tartályvagonokat. Az ammónium-nitrátot robbanószerként is használják, műtrágyaként a robbanásveszély elkerülése végett mészporral szokták keverni, ami valószínűleg itt nem történt meg.
Egy másik verzió szerint a szerelvények egy, a bányászatban használthoz hasonló robbanóanyagot szállítottak, ekkor történt, hogy a felsővezeték rázuhant a dinamitot szállító vagonokra. A becslések szerint mintegy 100 tonna lehetett a felrobbant szállítmány össztömege.
Műholdfelvételek alapján megállapítható volt, hogy nagyjából a robbanás 500 méteres körzeten belül elpusztított mindent, a Vöröskereszt egy illetékese szerint 1800 lakás teljesen megsemmisült, 6350 pedig megrongálódott. Emiatt legalább 8000-en maradtak fedél nélkül, továbbá a robbanásban megsemmisült 12 középület, amelyek közt volt egy iskola és a helyi kórház is. A kórház elpusztulása miatt alapvető hiány volt az orvosi felszerelésekből, tudósítások szerint orvosi fonál helyett spárgával varrták össze a sebeket, fájdalomcsillapító használata nélkül.
A romokat gépek nélkül, kézi erővel takarították el a kivezényelt katonák és a több ezer lakos.
Számos állam ajánlott fel segítséget, köztük Magyarország, Dél-Korea, az Amerikai Egyesült Államok, Ausztrália, Kína, továbbá segített az ENSZ is.

## Utóhatásai
A tragédia színhelyén találtak egy falra ragasztott mobiltelefont, amely okot adott különböző találgatásokra, így arra is, hogy valójában merényletkísérlet történt Kim Dzsongil ellen, csak a bomba később robbant fel. Ezt követően Észak-Koreában évekre felfüggesztették a mobilhálózat kiépítését.
A robbanás hatására a táj 500 méteres körzetben teljesen megváltozott, amelyet a műholdfelvételeken is jól lehetett látni.